# Every Turn of the World
Every Turn of the World este al treilea album de studio al lui Christopher Cross, înregistrat și lansat în 1985. Albumul este cunoscut pentru înclinația spre rock, renunțându-se în mare parte la baladele pop care predominau în albumele trecute. Deși albumul a ajuns pe locul 127 în Billboard 200, singurul single de pe album care a intrat în topuri a fost „Charm the Snake”, clasându-se pe locul 68 în Billboard Hot 100. Celelalte single-uri de pe album, „Every Turn of the World” și „Love is Love (In Any Language)”, nu au intrat în clasamente.

## Lista melodiilor
1. „Every Turn of the World” (Christopher Cross, Michael Omartian, John Bettis) - 4:02
2. „Charm the Snake” (Christopher Cross, Michael Omartian) - 4:24
3. „I Hear You Call” (Christopher Cross, Michael Omartian, John Bettis) - 3:41
4. „Don't Say Goodbye” (Christopher Cross, Billy Alessi, John Bettis) - 3:32
5. „It's You That Really Matters” (Christopher Cross, Will Jennings) - 3:59
6. „Love is Love (In Any Language)” (Christopher Cross, Michael Omartian, John Bettis) - 4:27
7. „Swing Street” (Christopher Cross, Michael Omartian, Will Jennings) - 4:14
8. „Love Found a Home” (Christopher Cross) - 3:29
9. „That Girl” (Christopher Cross, John Bettis) - 3:28
10. „Open Your Heart” (Christopher Cross, Will Jennings) - 5:39